# Guaram III. od Iberije
Guaram III. od Iberije (gru. გუარამ III), vladajući princ Iberije u prvoinciji Kartli (jugoistočna Gruzija) iz dainstije Guaramid. Nosio je bizantski naslov Kuropalates, nasljeđujući ga od oca Gurama II. od Iberije 693. godine, prije nego što je arapski kalifat imao većeg utjecaja na području Kavkaza. Kronika Pseudo-Juansher iz 800. godine se odnosi i na knezove Mihru, Arcihla, i sinove Iovana i Juanshera u tom vremenskom razdoblju. Međutim ni za jednog od tih pojedinaca nije utvrđeno da su bili iberski knezovi gruzijske istočne pokrajine Kakheti. Guaram III. imao je sina Guarama (ili Gurgena) i dvije anonimne kćeri, od kojih se jedna udala za Archila od Kakhetija, a druga za Vasaka iz dinastije Bagratuni. Guaramov sin bio je oženjen za princezu iz dinastije Nersianid, kćer Stjepana III.